# Hilara brevivittata
Hilara brevivittata är en tvåvingeart som beskrevs av Macquart 1827. Hilara brevivittata ingår i släktet Hilara och familjen dansflugor. Inga underarter finns listade i Catalogue of Life.